# Ramzi Ben Ahmed
Ramzi Ben Ahmed (Ronse, 20 maart 1989) is een Belgisch voetballer met een Tunesisch origine. Momenteel speelt hij voor KSV Oudenaarde.

## Carrière
Ramzi Ben Ahmed liet bij de beloften van EH Dender een zodanig goede indruk na, dat Patrick Asselman hem met de A-kern liet meetrainen. Op 17 januari 2009 volgde al zijn debuut in hoogste
klasse. Ramzi mocht op Sclessin een klein halfuur proberen om alsnog een punt uit de brand te slepen, maar dat lukte niet. Ook een week later tegen Germinal Beerschot waren de omstandigheden
om in te vallen niet ideaal voor deze vrij jonge offensieve middenvelder. Ondertussen had hij wél zijn eerste sterke invallerbeurt gemaakt in een bekerpartij tegen Lierse SK. Ramzi, die zijn studies liet schieten om alles op het voetbal te kunnen zetten, begon te voetballen bij Ellezelles, maar trok al snel naar SK Ronse. Voor het seizoen 2008-2009 trok de Ronsenaar van Tunesische herkomst naar Dender waar hij met Jan Vanderweeën een trainer vond die veel tijd aan hem spendeerde. In 2011 werd hij verkocht aan KSV Oudenaarde.